# Idrici
Idrici – wieś w Rumunii, w okręgu Vaslui, w gminie Roșiești. W 2011 roku liczyła 353 mieszkańców.